# Pècari de collar
El pècari de collar (Pecari tajacu) és un mamífer que viu al sud-oest dels Estats Units, així com a Centreamèrica i Sud-amèrica, ocupant una immensa varietat d'hàbitats, des del desert de Sonora fins al Chaco, passant per boscos caducifolis i selves pluvials. És l'espècie més petita de pècari.